# 张怡涵
张怡涵（2008年1月24日—），出生于河南省郑州市，中国女子竞技体操运动员，代表中国代表团参加2024年夏季奥林匹克运动会。她拥有一个以她名字命名的高低杠动作“张怡涵腾跃”。
11岁时，张艺涵加入河南省体操队，2022年正式入选国家队。

## 主要经历
2022年在全国青年体操锦标赛获得14岁年龄组个人全能亚军和高低杠冠军。
2024年2月，在体操世界杯高低杠决赛中，她完成了腾身直体特卡切夫动作，为G组难度动作，该动作被国际体操联合会认证成为“张怡涵腾跃”。4月在全国体操锦标赛上获得了跳马亚军，并获得了参加2024年巴黎奥运会的资格。